# جغرافیای اسلواکی
اِسلُواکی کشوری محصور به خشکی در اروپای مرکزی است. پایتخت آن براتیسلاوا است. این کشور از غرب با جمهوری چک و اتریش، از شمال با لهستان، از شرق با اوکراین و از جنوب با مجارستان هم‌مرز است. مساحت این کشور: ۴۹۰۳۵ کیلومتر مربع (صد و بیست و هفتمین کشور جهان) است.
بیشتر سطح اسلواکی با کوهستان‌ها پوشیده شده‌است و این کوه‌ها همگی جزئی از رشته‌کوه‌های بسکید و کارپات هستند. کوه‌های کارپات بیشتر نیمه شمالی کشور را دربر می‌گیرد. دشت‌های پست اسلواکی تنها در جنوب غربی و منتهی‌الیه جنوب شرقی کشور قرار گرفته‌اند که جزئی از فلات پانونی به‌شمار می‌آیند.
کوه‌های تاترا با ۲۰ قله بلندتر از ۲۵۰۰ متر مرتفع‌ترین بخش از کوهستان کارپات را تشکیل می‌دهند؛ بیشتر مساحت تاترا در خاک اسلواکی قرار گرفته‌است.
در شمال، نزدیک به مرز لهستان، کوه‌های تاترای علیا قرار دارند که از مناطق محبوب کوهنوردی و اسکی است و بسیاری از دریاچه‌ها و دره‌های خوش‌منظره کشور در این محل قرار گرفته‌است. بلندترین نقطه اسلواکی، یعنی قله گرلاخ (Gerlachovský štít) که ۲٬۶۵۵ متر ارتفاع دارد و کوه کریوان (Kriváň) که از نمادهای اسلواکی است نیز در همین منطقه واقع شده‌اند.
مهم‌ترین رودهای اسلواکی عبارتند از دانوب، واه و هرون، و هورناد. رود تیسا ۵ کیلومتر از مرز اسلواکی-مجارستان را در بر می‌گیرد.
اسلواکی در میان کوه‌های خود صدها غار دارد که ۱۵ عدد از آن‌ها برای بازدید عموم باز است. پنج غار اسلواکی به نام‌های غار یخی دوبشینسکا، غار دومیتسا، گومباسک، یاسوفسکا، و غار آرگونیتی اوختینسکا در فهرست میراث جهانی یونسکو ثبت شده‌اند.
میانگین دمای سالیانه حدود ۹–۱۰ درجه سانتی‌گراد است. میانگین دمای گرم‌ترین ماه حدود ۲۰ درجه و میانگین دمای سردترین ماه بیشتر از ۳- است. این‌گونه آب و هوا در زاهورسکا نیژنا و پودونایسکا نیژنا دیده می‌شود. آب و هوای غالب پایتخت براتیسلاوا این‌گونه‌است.
میانگین دمای سالیانه کمتر از ۵ درجه سانتیگراد است. میانگین دمای گرم‌ترین ماه کمتر از ۱۵ درجه و میانگین دمای سردترین ماه کمتر از ۵- است. آب و هوای کوهستانی در کوه‌ها و در برخی روستاها در دره «اوراوا» و «اسپیش» دیده می‌شود.
شهرهای مهم آن کوشیتسه، نیترا، ژیلینا است.

## تقسیمات کشوری
| پرشوف کوشیتسه ژیلینا بانسکا بیستریتسا ترنچین نیترا ترناوا براتیسلاوا |

| نام به فارسی           | نام به اسلواکیایی    | مرکز             | جمعیت (۲۰۱۱) |
| ---------------------- | -------------------- | ---------------- | ------------ |
| استان براتیسلاوا       | Bratislavský kraj    | براتیسلاوا       | ۶۰۲٬۴۳۶      |
| استان ترناوا           | Trnavský kraj        | ترناوا           | ۵۵۴٬۷۴۱      |
| استان نیترا            | Nitriansky kraj      | نیترا            | ۶۸۹٬۸۶۷      |
| استان ترنچین           | Trenčiansky kraj     | ترنچین           | ۵۹۴٬۳۲۸      |
| استان بانسکا بیستریتسا | Banskobystrický kraj | بانسکا بیستریتسا | ۶۶۰٬۵۶۳      |
| استان ژیلینا           | Žilinský kraj        | ژیلینا           | ۶۸۸٬۸۵۱      |
| استان کوشیتسه          | Košický kraj         | کوشیتسه          | ۷۹۱٬۷۲۳      |
| استان پرشوف            | Prešovský kraj       | پرشوف            | ۸۱۴٬۵۲۷      |

## نگارخانه
- سراسرنمایی از تاترای علیا
- آبشار روهاچ در تاترای غربی
- قله کریوان (۲۴۹۵ متر)، نمادی بر پول اسلواکی
- قله گرلاخ (۲۶۵۵ متر)، بلندترین قله اسلواکی